# Bentheim-Tecklenburg-Rheda

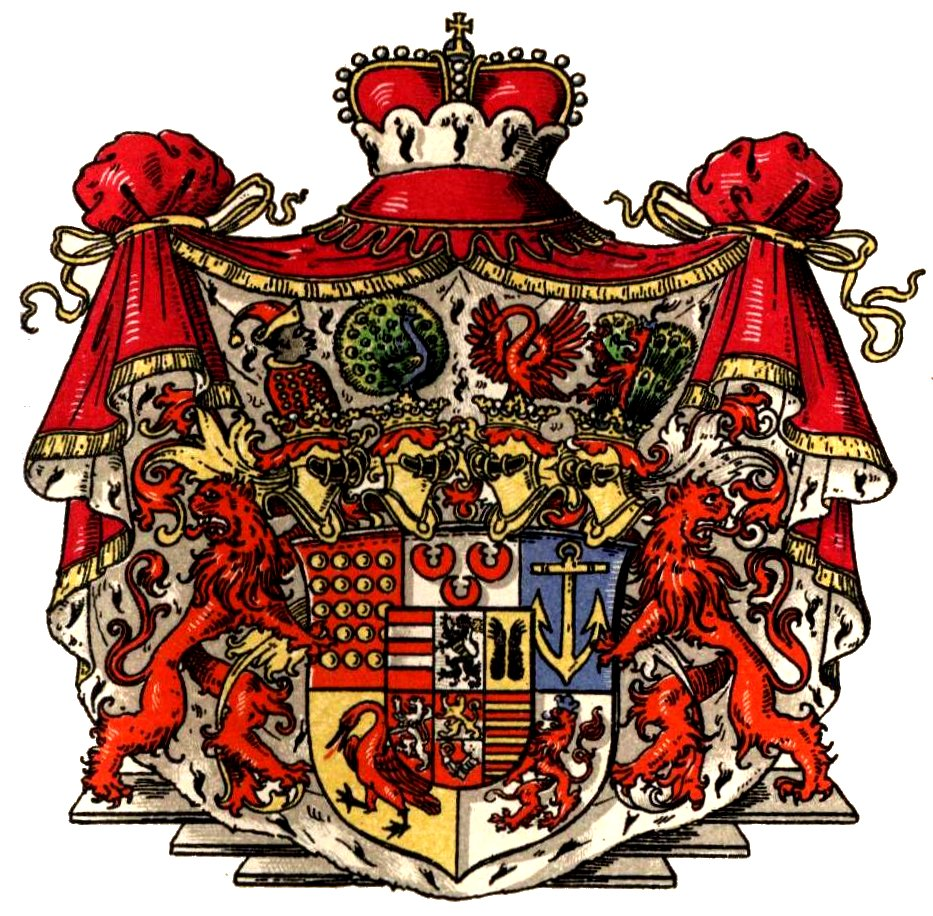
Escudo de armas de los Príncipes de Bentheim-Tecklenburg-Rheda.

Bentheim-Tecklenburg-Rheda fue un condado histórico localizado en el noroeste de Renania del Norte-Westfalia y en el suroeste de Baja Sajonia, Alemania. Bentheim-Tecklenburg-Rheda emergió como una partición de Bentheim-Steinfurt en 1606, y fue mediatizado a Prusia en 1806.
En la actualidad, las ramas todavía existentes de la Casa de Bentheim son los Príncipes de Bentheim-Steinfurt con sede en el Castillo de Steinfurt (también dueños de la sede ancestral, el castillo de Bentheim), y los Príncipes de Bentheim-Tecklenburg-Rheda con sede en el Castillo de Rheda (también dueños del Castillo de Hohenlimburg).

## Condes de Bentheim-Tecklenburg-Rheda (1606-1806)

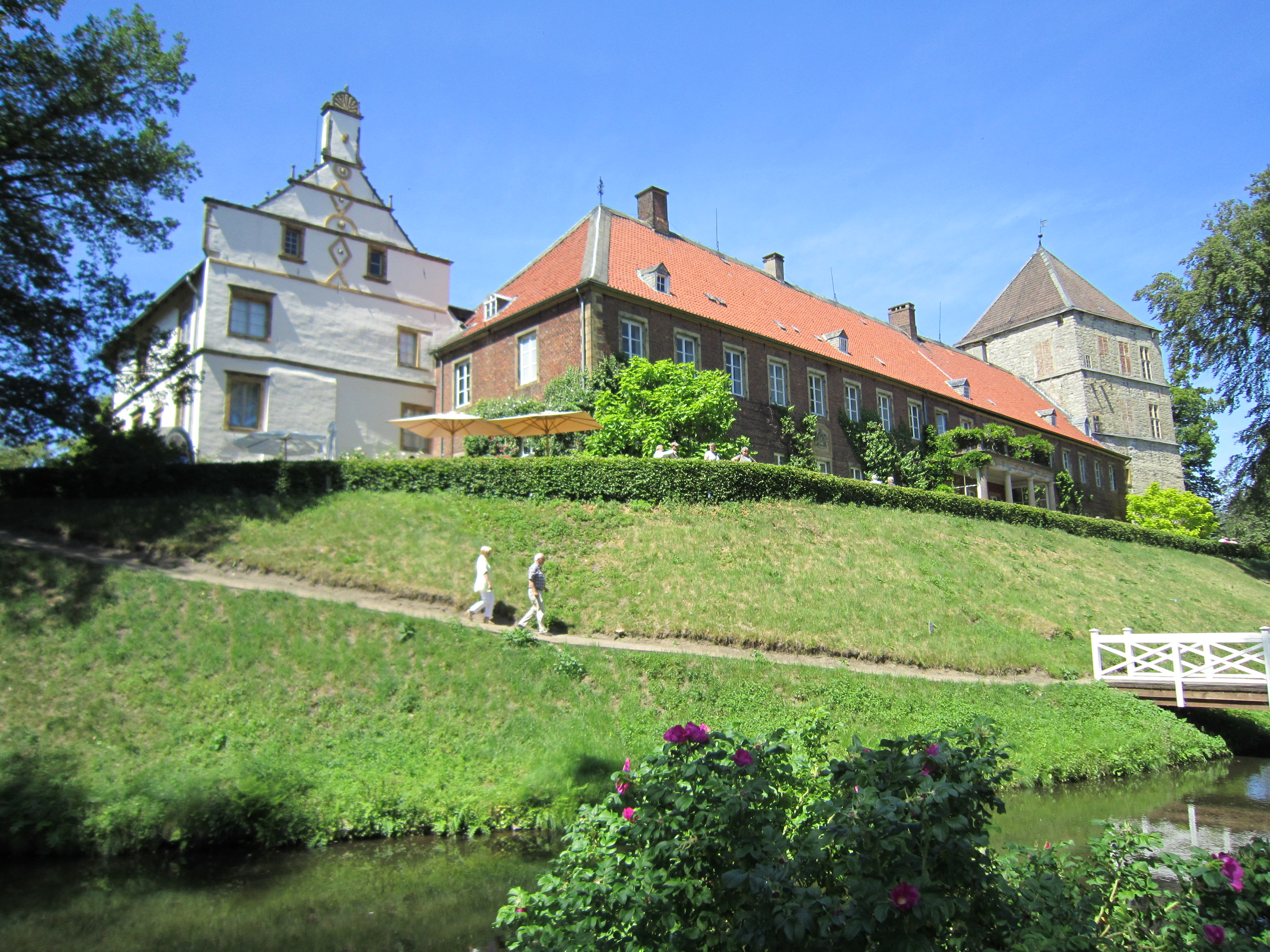
Castillo de Rheda

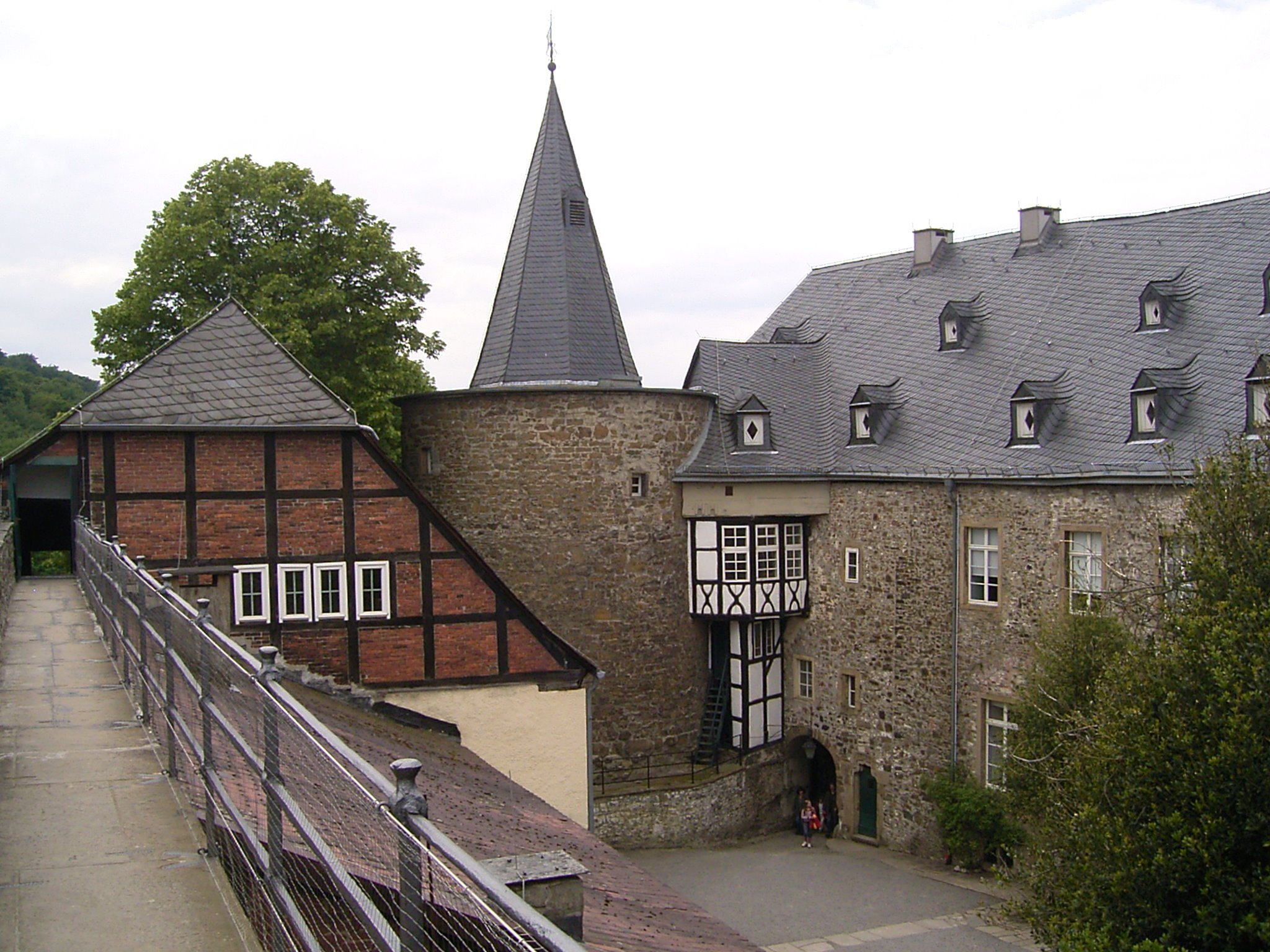
Castillo de Hohenlimburg

- Adolfo (1606-1625)
- Mauricio (1625-1674)
- Juan Adolfo (1674-1701)
- Federico Mauricio (1701-1710)
- Mauricio Casimiro I (1710-1768)
- Mauricio Casimiro II (1768-1805)
- Emilio (1805-1806)

## Condes mediatizados de Bentheim-Tecklenburg-Rheda
- Emilio (1806-1817)

## Príncipes mediatizados de Bentheim-Tecklenburg-Rheda[1]
1. Emil (1817-1837)
2. Moritz Kasimir (1837-1872)
3. Franz (1872-1885)
4. Gustav (1885-1909)
5. Adolf (1909-1967)
6. Moritz-Casimir (1967-2014)
7. Maximilian (2014-)